# 메흐메트 숄
메흐메트 토비아스 숄(독일어: Mehmet Tobias Scholl, 본명: 메흐메트 토비아스 윅셀(튀르키예어: Mehmet Tobias Yüksel), 1970년 10월 16일 ~ )은 은퇴한 터키계 독일의 축구 선수이다. 올리버 칸과 함께 개인 최다 우승 기록(8번)을 가지고 있다. UEFA 유로 1996 우승 멤버이기도 하다.
숄은 1970년 카를스루에에서 터키인 아버지와 독일인 어머니 사이에서 태어났다. 그가 5살 때 양친은 이혼하였으며, 어머니는 재혼을 해 '숄(Scholl)'이란 성(姓)을 얻었다. 그는 지역의 여러 클럽을 거쳐 1989년 카를스루에 SC에 입단해 프로 경력을 쌓았다. 1990년 4월 21일 1. FC 쾰른전에서 분데스리가 데뷔전을 가졌고, 그 경기의 90분 때에 골을 넣었다. 1992-93 시즌 FC 바이에른 뮌헨으로 이적한 그는 등번호 7번을 달고 2006-07 시즌에 은퇴할 때까지 뮌헨에서 뛰었다. 2000년 올해의 선수로 선정되었고, 2005년 5월 팬들에 의해 뮌헨 역사상 위대한 선수 11명 중 한 명으로 뽑혔다.
그는 독일 축구 국가대표팀의 일원으로서 활약하기도 하였는데, 36경기에 나와 8골을 넣었다. 2009년 4월 27일 FC 바이에른 뮌헨 II의 감독이 되었다.